# Dia de Portugal, de Camões e das Comunidades Portuguesas
O Dia de Portugal, de Camões e das Comunidades Portuguesas celebra a data de 10 de Junho de 1580, data da morte de Camões, sendo também este o dia dedicado ao Anjo Custódio de Portugal. Este é também o dia da Língua Portuguesa, dos cidadãos e das Forças Armadas.
Durante o Estado Novo, de 1933 até à Revolução dos Cravos de 25 de Abril de 1974, era celebrado como o Dia da Raça: a raça portuguesa ou dos portugueses.

## Origens
A primeira referência ao caráter festivo do dia 10 de Junho é no ano 1880 por um decreto real de D Luís. I que declara "Dia de Festa Nacional e de Grande Gala" para comemorar apenas nesse ano os 300 anos da hipotética data da morte de Luís de Camões, 10 de junho de 1580.
Na sequência dos trabalhos legislativos após a Proclamação da República Portuguesa de 5 de Outubro de 1910, foi publicado um decreto em 12 de Outubro estipulando os feriados nacionais. Alguns feriados foram eliminados, particularmente os religiosos, de modo a diminuir a influência social da igreja católica e laicizar o Estado.
Neste decreto ficaram consignados os feriados de 1 de Janeiro, Dia da Fraternidade Universal; 31 de Janeiro, que evocava a revolução falhada no Porto, e portanto foi consagrado aos mártires da República; 5 de Outubro, Dia dos heróis da República; 1 de Dezembro, o Dia da Autonomia (Restauração da Independência) e o Dia da Bandeira; e 25 de Dezembro, que passou a ser considerado o Dia da Família, laicizando a festa religiosa do Natal.
O decreto de 12 de Junho dava ainda a possibilidade de os concelhos escolherem um dia do ano que representasse as suas festas tradicionais e municipais.
A 4 de Junho de 1920 é publicada a Lei n.º 983, considerando feriado nacional o dia 10 de Junho de 1920. Este dia é dedicado à inauguração dos monumentos em homenagem aos Portugueses mortos pela Pátria na grande guerra.
A 2 de Fevereiro de 1924 é publicada a Lei n.º 1.540, que determina que o dia 5 de Fevereiro de 1924 seja considerado feriado nacional em honra do imortal poeta Luís de Camões.
A 25 de Maio de 1925 é publicada a Lei n.º 1.783, que considera nacional a Festa de Portugal, que se celebrará no dia 10 de Junho de cada ano.
A 1 de Agosto de 1929, através do decreto n.º 17.171, são fixados os feriados gerais da República, incluindo-se o dia 10 de Junho como comemorativo da Festa de Portugal.
Com a entrada em vigor da Constituição de 1933, todas estas leis ficaram sem efeito.
A 4 de Janeiro de 1952 procede-se à revisão dos feriados nacionais através do Decreto n.º 38.596. Este institui o dia 10 de Junho como "Dia de Portugal", consagrado à Festa Nacional, comemorativo de Camões, pelo alto valor nacional e pela projecção universal da obra do nosso grande épico, na qual se consubstanciam as maiores glórias dos Descobrimentos.

## Dia de Camões, de Portugal e da Raça e Dia das Comunidades Portuguesas
O 10 de Junho começou a ser particularmente exaltado com o Estado Novo, o regime instituído em Portugal em 1933 sob a direção de António de Oliveira Salazar. A generalização dessas comemorações deveu-se bastante à cobertura dos meios de comunicação social.
Até ao 25 de Abril de 1974, o 10 de Junho era conhecido como o Dia de Camões, de Portugal e da Raça, este último epíteto criado por Salazar na inauguração do Estádio Nacional do Jamor em 1944. A partir de 1963, o 10 de Junho tornou-se numa homenagem às Forças Armadas Portuguesas, numa exaltação da guerra e do poder colonial. Com uma filosofia diferente, a Terceira República converteu-o no Dia de Portugal, de Camões e das Comunidades Portuguesas em 1978. Desde o ano 2013 a comunidade autónoma da Extremadura espanhola festeja também este dia.

## Dia do Anjo Custódio de Portugal

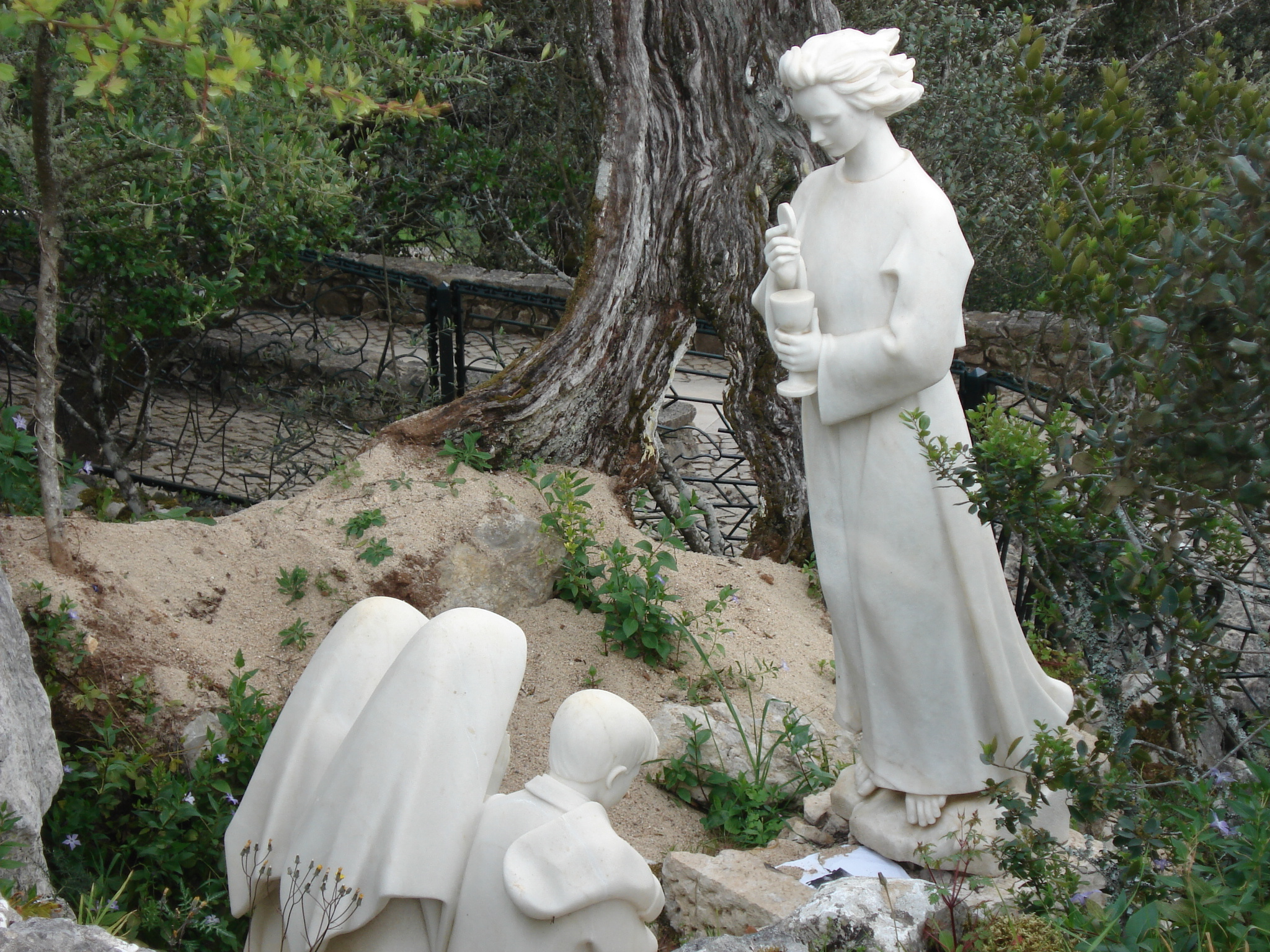
Monumento ao Anjo da Paz, ou Anjo de Portugal, em Fátima.

A pedido do rei D. Manuel I de Portugal, o Papa Júlio II instituiu em 1504 a festa do «Anjo Custódio do Reino» cujo culto já seria antigo em Portugal. O pedido terá sido feito ao papa Leão X e este autorizou a sua realização no terceiro Domingo de Julho. A sua devoção quase desapareceu depois do séc. XVII, mas seria restaurada mais tarde, em 1952, quando mandada inserir no Calendário Litúrgico português pelo Papa Pio XII, para comemorar o Dia de Portugal no 10 de Junho.
Terá surgido pela primeira vez na Batalha de Ourique, e a sua devoção deu uma tal vitória às forças de D. Afonso Henriques sobre os invasores muçulmanos que lhe deu a oportunidade de autoproclamar-se rei de Portugal.
Nas suas Memórias, a Irmã Lúcia contou ainda que, entre abril e outubro de 1916, nas aparições de Fátima, teria já aparecido um anjo aos três pastorinhos, por três vezes, duas na Loca do Cabeço, no lugar dos Valinhos, e outra junto ao poço do quintal de sua casa, chamado o Poço do Arneiro, no lugar de Aljustrel, em Fátima, convidando-os à oração e penitência, e afirmando ser o "Anjo da Paz, o Anjo de Portugal".

## Festas

### Em Portugal
As comemorações do Dia de Portugal, de Camões e também das Comunidades Portuguesas são celebradas por todo o país, mas só as Comemorações Oficiais são presididas pelo Presidente da República e muitas outras grandes individualidades como o Presidente da Assembleia da República, o Primeiro-ministro, os Ministros, os Embaixadores e outras personalidades. As comemorações envolvem diversas cerimónias militares, exposições, concertos, cortejos e desfiles, além de uma cerimónia de condecorações feita pelo Presidente da República.
Desde 1977 dezenas de cidades já receberam as comemorações, oito delas não são capitais de distrito. Todos os anos, o Presidente da República Portuguesa elege uma cidade para ser sede das comemorações oficiais. Em 2016, as comemorações oficiais decorreram pela primeira vez em duas cidades ao mesmo tempo: Lisboa e Paris, naquela que foi a primeira eleição da cidade-anfitriã por Marcelo Rebelo de Sousa enquanto Presidente da República. Foi também a primeira vez que as comemorações oficiais aconteceram numa cidade fora do país. Em 2017 no Brasil, nos Estados Unidos em 2018 e em Cabo Verde em 2019. Em 2020, devido à pandemia de covid-19, Marcelo Rebelo de Sousa cancelou as comemorações do 10 de Junho que estavam previstas para a Região Autónoma da Madeira e África do Sul e optou por fazer em Lisboa uma cerimónia pequena. Abaixo, a lista de todas as cidades que já receberam as comemorações oficiais, ou que vão receber:
- 1977 - Guarda
- 1978 - Portalegre
- 1979 - Vila Real
- 1980 - Leiria
- 1981 - Funchal
- 1982 - Figueira da Foz
- 1983 - Lisboa
- 1984 - Viseu
- 1985 - Porto
- 1986 - Évora
- 1987 - Lisboa
- 1988 - Covilhã
- 1989 - Ponta Delgada
- 1990 - Braga
- 1991 - Tomar
- 1992 - Lisboa
- 1993 - Sintra
- 1994 - Coimbra
- 1995 - Porto
- 1996 - Lagos
- 1997 - Chaves
- 1998 - Lisboa
- 1999 - Aveiro
- 2000 - Viseu
- 2001 - Porto
- 2002 - Beja
- 2003 - Angra do Heroísmo
- 2004 - Bragança
- 2005 - Guimarães
- 2006 - Porto[14]
- 2007 - Setúbal[15]
- 2008 - Viana do Castelo[16]
- 2009 - Santarém[17]
- 2010 - Faro[18]
- 2011 - Castelo Branco[19]
- 2012 - Lisboa[20]
- 2013 - Elvas[21]
- 2014 - Guarda
- 2015 - Lamego
- 2016 - Lisboa e Paris (França)
- 2017 - Porto / Rio de Janeiro e São Paulo (Brasil)
- 2018 - Ponta Delgada / Boston e Providence (Estados Unidos)[22]
- 2019 - Portalegre / Praia e Mindelo (Cabo Verde)[22]
- 2020 - Lisboa[22]
- 2021 - Funchal[22]
- 2022 - Braga e Reino Unido [23]

|  | Guarda Portalegre Vila Real Leiria Fig. Foz Lisboa Viseu Porto Évora Covilhã Braga Tomar Sintra Coimbra Lagos Chaves Aveiro Beja Bragança Guimarães Setúbal V. Castelo Santarém Faro Cast. Branco Elvas LamegoPortugal Continental |  | Ponta Delgada Angra do HeroísmoAçores |  | FunchalMadeira |  | Paris Rio de Janeiro São Paulo Boston Providence Praia MindeloFora de Portugal |

### Em outros países
O Dia de Portugal, de Camões e das Comunidades Portuguesas, é comemorado um pouco por todo o mundo. Sendo Portugal um país que já foi dono de colónias nos 5 continentes, este dia é então comemorado pelos milhões de luso-descendentes espalhados pelo mundo e também pelos cerca de 5 milhões de emigrantes portugueses que vivem fora de Portugal.

#### Canadá
Em Toronto, Ontário, mais de 200 000 luso-canadianos celebram mantendo uma infinidade de eventos em torno da data de 10 de Junho. A semana de festival culmina com a Parada do Dia de Portugal na Dundas Street, na área conhecida como Little Portugal. O desfile termina perto Trinity Bellwoods Park, onde shows, eventos culturais e várias outras actividades acontecem. The Parade Day Portugal é o terceiro maior festival de rua de Toronto e foi celebrado pela primeira vez em 1966.

#### Reino Unido
Em Londres, Inglaterra, luso-britânicos comemoram o feriado anualmente, como parte do Dia de Portugal, Reino Unido eventos. Em 2009, as festividades foram realizadas em 21 de Junho, em Streatham Common Park, Londres. Em 2010 e 2011, as festividades foram celebradas em 13 de Junho e 12 de Junho, respectivamente, em Kennington Park, no sudeste de Londres, na área conhecida como Little Portugal.
A observância de 2012 foi realizada no dia 10 de Junho, em Kennington Park. Os funcionários e atletas que representam Portugal nos Jogos Olímpicos de Verão de 2012 foram baseadas em Little Portugal perto de Kennington Park, e participaram no Portugal Day 2012, em Kennington Park.
Em 2013 o evento foi realizado no domingo, 9 de Junho, 2013 em Kennington Park, como em anos anteriores.
Em 2015 o evento foi realizado no domingo, 14 de Junho, em Streatham Common Park, Londres.

#### Espanha
Na comunidade autónoma da Estremadura, principalmente nas cidades de Badajoz e Olivença, é também comemorado o Dia de Portugal com diversas cerimónias, atividades e concertos musicais que juntam milhares de pessoas, entre emigrantes portugueses, luso-espanhóis e simpatizantes de Portugal. Esta é uma região que tem desde há muitos séculos grandes relações com Portugal, principalmente com a região vizinha do Alentejo, na qual está inserida a Eurocidade Elvas-Badajoz.

#### Brasil
O Dia de Portugal é comemorado em diversas cidades do Brasil como Rio de Janeiro e São Paulo. Sendo este um país que já foi uma colónia de Portugal, onde vivem muitos milhões de luso-descendentes e hoje em dia muitos milhares de portugueses, o Dia de Portugal é comemorado por todo o território do Brasil. Em 2017, as comemorações oficiais do Dia de Portugal, de Camões e das Comunidades Portuguesas, decorreram em Portugal na cidade do Porto e nas cidades brasileiras do Rio de Janeiro e de São Paulo, conforme anunciou o Presidente da República. Depois de Paris em 2016, esta foi a segunda vez que as comemorações oficiais decorreram em duas ou mais cidades diferentes, sendo uma delas fora de Portugal.